# Raggs
Raggs es un programa de acción y animación en vivo, la serie de televisión preescolar es un musical producido originalmente en Sídney, Australia, con una producción adicional en los Estados Unidos producido en 2 idiomas en inglés y español. "Raggs"  incluye 195 episodios de media hora terminados y 200 canciones originales en varios idiomas. La serie entretenida y educativa se basa en los personajes originales creados por Toni Steedman. La historia del rock and roll de los cinco personajes caninos está creciendo a nivel internacional incluye distribución en televisión, la distribución digital multiplataforma, CD, DVD, juguetes, libros y giras. El primer capítulo fue transmitido el 4 de febrero de 2008, sobre PBS Kids Go! En 2014, Los Raggs se reunieron para grabar 20 de sus mejores canciones clásicas de niños para acompañar la nueva animación "Raggs" para ser incluido en el programa y distribuido en el "Raggs" YouTube canal, RaggsTV. "Raggs" y todos los derechos son propiedad de Azul Calcetines Media, Charlotte, Carolina del Norte.

## En la actualidad
"Raggs" actualmente se transmite en EE. UU. y Canadá el Qubo en inglés, V-me, Telemundo, Vme Kids, Semillitas y Pececitas en español latino, y en América Latina en FETV Canal-Panamá, RTV-Ecuador, Canal Dos-El Salvador, Visitante Choice Cable-República Dominicana y la Corporación Televicentro-Honduras . Canal "Raggs" YouTube, RaggsTV, episodios recién editados y nuevos, animaciones de canciones clásicas para los niños.

## Personajes
- Raggs
  -      Azul
- Pido
  -      Amarillo
- B-Max
  -      Rojo
- Razzles
  -      Verde
- Trilby
  -      Fucsia

## Historia
Raggs fue creado originalmente en 1990 en los Estados Unidos por el publicista Toni Steedman quien se lo dedicó a su hija Alison de seis años de edad, como una serie de historias de viaje compartido. Steedman utilizó más adelante el carácter Raggs para una promoción comercial regional y campaña publicitaria. Para el 2001, los utilizó en programas de centros comerciales que eran exitosos, Steedman, junto con el ex HBO productor Carole Rosen, disidieron crear una música experimental en vídeo, inspirado en una hora de duración llamado "Pawsuuup", que recibió una buena aceptación en las siguientes ciudades Myrtle Beach, Carolina del Sur, y la ciudad de Nueva York en agosto de 2001. Mientras Steedman compraba el espacio piloto de un socio de producción o difusión, La Banda de Los Raggs (también conocido como el Raggs Kids Club Band debido a los clubes regionales de niños en centros comerciales para los que Raggs sirvió como mascota) comenzaron a tocar conciertos en ferias, festivales y artes escénicas lugares de paseo, etc.
En 2005, Steedman y su compañía, Raggs LLC, entraron en una relación de coproducción con Southern Star International (ahora "Endemol Australia") para producir La serie de Raggs para la red (Siete en Sídney, Australia). La producción comenzó en 2005 en el ABC Studios en Sídney, y el primer episodio de la serie 1 comenzó a emitirse diariamente a las 9 de la mañana del 7 de enero de 2006. Serie 1 consistió de 65 episodios de media hora. Raggs obtuvo rápidamente altos índices de audiencia y, dentro de unos meses de emisión, La cadena Siete ordenó un adicional de 65 episodios. En 2007, se ordenó 3 series más de 65 episodios, para un total de 195 episodios originales.. Cada episodio contó en original con la banda de Raggs música, escrita y producida en los EE. UU. por Concentrix Música y diseño de sonido, lo que requiere más de 200 canciones originales para las 195 episodios y espectáculos.
Southern Star distribuye Raggs a varios países como Singapur, Bulgaria, Sudáfrica y la India. En los EE. UU., Steedman trabajó para establecer Raggs en la televisión pública. KQED San Francisco firmó como la estación de presentación en asociación con American Public Television y Raggs comenzó a transmitirse en las estaciones de televisión pública en 2007.
En enero de 2010, Steedman volvió a adquirir la distribución y concesión de licencias de derechos de Southern Star bajo Azul Calcetines Media LLC. Azul Calcetín Media LLC, completando una consolidación completa de los activos de todo el mundo, más tarde compró Raggs LLC. (Steedman continúa a la cabeza de Blue Socks Medios en Charlotte, Carolina del Norte).
En julio de 2012, Telemundo, la cadena NBC da completa propiedad de la red en español y licencia de 120 episodios de Raggs en español. Raggs transmite por Telemundo los sábados a las 8 a. m., hora y los domingos a las 8 y las 8:30 a. m. ET.

## Teatro
A lo largo de 2004, la banda actuó en un espectáculo de 90 minutos en el Palace Theatre en Myrtle Beach, junto a la tira cómica del gato Garfield. Las actuaciones se centraron en la Raggs Kids Club Band planeando una fiesta de cumpleaños para el famoso gato naranja. Ante la sospecha de las cosas, Garfield "no descanso hasta que llegó la sorpresa".

## Raggs Kids Club Band: PAWSUUUP! Recorrido
Un DVD fue lanzado 17 de agosto de 2004, con actuaciones en concierto de siete de las canciones del grupo, y tres "videos musicales". El programa a largo de 55 minutos fue producido por Linda Mendoza (El Chris Rock Show) de la Línea por Line Productions, y el productor ejecutivo fue Carole Rosen.
La tripulación incluía guionista Marcos Valenti (Rugrats, Hey Arnold!, Totally Spies), diseñador de iluminación Alan Adelman (75+ episodios de Great Performances, Choice Awards Nickelodeon Kids '), productores de música de Fred y Becky Story (Concentrix Música y sonido), diseñador de trajes "Greyseal", y coreógrafo Hardin Minor (Instituto Nacional de Danza).
El DVD se ganó 3.5 de 4 estrellas de la Suite 101 Family Entertainment crítico de cine Nicholas Moreau, empatado en la más alta calificación para un DVD producido de forma independiente, la música de la gira fue puesto en venta más tarde como un disco CD.

## Raggs en vivo en todo el mundo
La Banda de Los Raggs han hecho más de 2.000 actuaciones en directo en cuatro continentes. En los EE. UU., Raggs ha actuado en muchas ferias estatales, partidos de baloncesto, centros comerciales regionales, recaudaciones de beneficencia y de fondos nacionales como el Jerry Lewis MDA Teletón y desfiles. En el extranjero, La Banda de Los Raggs se ha presentado en las bases militares estadounidenses en Japón, Corea del Sur, Bélgica, Países Bajos, Alemania e Islandia.
En Australia, La Banda de Los Raggs actuó en Westfield Malls y fue uno de los actos de dos de los niños a realizar en Villancicos en el Domain, un espectáculo musical en vivo por televisión a nivel nacional.

## Reparto
| Personaje             | Actor/Actriz original             | Doblaje para Hispanoamérica                      |
| --------------------- | --------------------------------- | ------------------------------------------------ |
| Raggs                 | John Tobias Justin Rosniak        | Oscar Olivares Pablo Rene (voz cantada)          |
| Pido                  | Gregg Easterbrook Jamie Oxenbould | Sergio Aliaga Santiago Retti (voz cantada)       |
| B-Max                 | Mark Scarboro Thomas Bromhead     | Cristian Lizama Raúl Canales (voz cantada)       |
| Trilby                | Gina Stewart Di Adams             | Tamara Ferj Andrea Pérez Dalannays (voz cantada) |
| Razzles               | Kara Edwards Paula Morrell        | Ariela Yuri Miriam Aguilar (voz cantada)         |
| Dumpster              | Adam Kronenberg                   | Daniel Seisdedos                                 |
| Estudio de doblaje    |                                   | Doblajes Internacionales DINT, Santiago, Chile   |
| Dirección de doblaje  |                                   | Carlos Carvajal Carolina Labbé                   |
| Traducción al español |                                   | Loreto Araya-Ayala Pablo Ausensi                 |

## Lista de los Episodios
- Temporada 1 (2008)

El Programa se inició en la producción el 4 de febrero de 2008.
- Color (4 de febrero de 2008)
- Tamaño (5 de febrero de 2008)
- Caras (6 de febrero de 2008)
- ¿Quién soy? (7 de febrero de 2008)
- Invierno (8 de febrero de 2008)
- Compartir (11 de febrero de 2008)
- Alimentación (12 de febrero de 2008)
- Calor (13 de febrero de 2008)
- Juego (14 de febrero de 2008)
- Ir al baño (15 de febrero de 2008)
- Manos (18 de febrero de 2008)
- Árboles (19 de febrero de 2008)
- Movimiento (20 de febrero de 2008)
- Frío (21 de febrero de 2008)
- Empacar (22 de febrero de 2008)
- Cambio (25 de febrero de 2008)
- Día (26 de febrero de 2008)
- Lluvia (27 de febrero de 2008)
- Nuevo (28 de febrero de 2008)
- Dormir (29 de febrero de 2008)
- Familia (3 de marzo de 2008)
- Sol (4 de marzo de 2008)
- Trabajo (5 de marzo de 2008)
- Crecimiento (6 de marzo de 2008)
- Hábitos (7 de marzo de 2008)
- Ropa (10 de marzo de 2008)
- Verano (11 de marzo de 2008)
- Rápido (12 de marzo de 2008)
- Seguridad "(13 de marzo de 2008)
- Transporte (14 de marzo de 2008)
- Feliz "(17 de marzo de 2008)
- Mascotas (18 de marzo de 2008)
- Formas (19 de marzo de 2008)
- Playa (20 de marzo de 2008)
- Los opuestos (21 de marzo de 2008)
- Noche (24 de marzo de 2008)
- Bailar (25 de marzo de 2008)
- Jardín (26 de marzo de 2008)
- Arte y Artesanía (27 de marzo de 2008)
- Dirección (28 de marzo de 2008)
- Modales (31 de marzo de 2008)
- Bosque (1 de abril de 2008)
- Agua (2 de abril de 2008)
- Construcción (3 de abril de 2008)
- Amigos (4 de abril de 2008)
- Máquinas (7 de abril de 2008)
- Deporte (8 de abril de 2008)
- Parque (9 de abril de 2008)
- Libros (10 de abril de 2008)
- Lento (11 de abril de 2008)
- Sabor (14 de abril de 2008)
- Partido (15 de abril de 2008)
- Vacaciones (16 de abril de 2008)
- Volar (17 de abril de 2008)
- Granja (18 de abril de 2008)
- Espacio (21 de abril de 2008)
- Fingir (22 de abril de 2008)
- Sueños (23 de abril de 2008)
- Dinosaurios (24 de abril de 2008)
- Naturaleza (25 de abril de 2008)

- Temporada 2 (2009)

- Trabajando juntos y Cooperación (2 de febrero de 2009)
- Mantener limpia (3 de febrero de 2009)
- Tiempo (4 de febrero de 2009)
- Amor (5 de febrero de 2009)
- Sonido y Ruido (6 de febrero de 2009)
- Grandes y Pequeños (9 de febrero de 2009)
- Todos los tipos de movimientos (10 de febrero de 2009)
- Intenta cosas nuevas (11 de febrero de 2009)
- Exploración de Transporte (12 de febrero de 2009)
- Movimiento y equilibrio (13 de febrero de 2009)
- La conservación y exploración de Agua (16 de febrero de 2009)
- Hacer deporte y práctica (17 de febrero de 2009)
- Apreciando Historias y la Biblioteca (18 de febrero de 2009)